# Nigeria en los Juegos Olímpicos de Melbourne 1956
Nigeria estuvo representada en los Juegos Olímpicos de Melbourne 1956 por un total de 10 deportistas que compitieron en un deporte: atletismo.  
El equipo olímpico nigeriano no obtuvo ninguna medalla en estos Juegos.